# Ceira eustachus
Ceira eustachus är en fjärilsart som beskrevs av Alexander Schintlmeister 1997. Ceira eustachus ingår i släktet Ceira och familjen tandspinnare. Inga underarter finns listade i Catalogue of Life.